# Abyssorchomene nodimanus
Abyssorchomene nodimanus is een vlokreeftensoort uit de familie van de Uristidae. De wetenschappelijke naam van de soort is voor het eerst geldig gepubliceerd in 1903 door Walker.